# Ibn Abī Yaʿlā
Abū l-Ḥusayn Muḥammad ibn Muḥammad, detto Ibn Abī Yaʿlā (ابن أبي يعلى) (in arabo أبو الحسين محمد بن محمد‎?; Baghdad, 1059 – Baghdad, 1131), è stato un faqīh.

## Biografia
Era figlio di Abū Yaʿlā, noto esponente dell'Hanbalismo, seguì le orme paterne e morì assassinato da suoi servitori, che volevano impadronirsi dei suoi averi.
Tra i suoi discepoli si ricordano Abū l-Ḥasan al-Baghdādī, il Qāḍī Abū l-Fatḥ b. Ḥilya e Abū l-Wafāʾ Ibn ʿAqīl.

## Opere
- (AR)  Ṭabaqāt al-ḥanābila [Le classi degli hanbaliti],
- (AR)  al-Aḥkām al-sulṭaniyya [Gli ordinamenti del potere sovrano], ed. Muḥammad Ḥāmid al-Fiqī, Il Cairo, Dār al-kutub al-ʿilmiyya, 1952.
- (AR)  Iʿlām al-ḥanābila

| Controllo di autorità | VIAF (EN) 90041339 · ISNI (EN) 0000 0001 1683 8439 · CERL cnp02105751 · LCCN (EN) n85146847 · GND (DE) 1053394624 · J9U (EN, HE) 987007305303005171 |